# Reddito globale
Il reddito globale è il risultato economico conseguito da un'impresa mediante la gestione svolta nell'intero arco della sua esistenza(dalla costituzione alla cessazione).

## Calcolo
Il reddito globale si determina per differenza tra tutti i ricavi e tutti i costi, realizzati e sostenuti nell'arco dell'intera vita dell'impresa.
Il reddito globale è positivo (UTILE) se il totale dei ricavi supera il totale dei costi; è negativo (PERDITA) se il totale dei ricavi è inferiore al totale dei costi.
Nelle imprese che sono state ben gestite i ricavi conseguiti dalla costituzione alla cessazione sono superiori nel loro insieme al totale dei costi; la differenza costituisce l'utile che remunera il capitale proprio conferito dall'imprenditore individuale o dai soci.

## Utilizzo del concetto
L'estrema variabilità dei mercati e la necessità di essere competitivi impone agli imprenditori di conoscere prontamente i risultati delle gestione, in modo da mettere in atto tempestivamente i risultati della stessa in tempi brevi, per valutare quanto sia conveniente mantenere l'investimento e adottare gli opportuni provvedimenti correttivi; intendono infine poter riscuotere i proventi periodicamente per proprie esigenze personali o per effettuare altri investimenti.
Il reddito globale, quindi, oltre a essere un risultato puramente nominale in quanto il potere d'acquisto della moneta varia nel tempo a causa dell'inflazione, è un concetto prettamente teorico e di scarsa utilità pratica.